# 1. november
1. november er dag 305 i året i den gregorianske kalender (dag 306 i skudår). Der er efter denne dag 60 dage tilbage af året.
Sankt Niels's helgendag (lokal helgen i Århus kendt for Sankt Nielses kilde).
1. november er allehelgensdag i den katolske kirke. I den danske folkekirke falder allehelgensdag i stedet på den første søndag i november, hvilket kun en gang imellem er 1. november.

### Begivenheder
Født - Dødsfald
- 1512 - Michelangelos loftmalerier i det Sixtinske Kapel kan for første gang beses af offentligheden.
- 1520 - Kong Christian 2. hyldes som svensk konge på Brunkeberg efter en langvarig belejring af Stockholm.
- 1755 - Ved Jordskælvet i Lissabon bliver tusinder dræbt og hele kernen af Portugals hovedstad Lissabon bliver lagt i ruiner. Jordskælvet er så voldsomt, at det kan mærkes over 2½ millioner kvadratkilometer, og jordskælvet skaber flodbølger i søer og floder over hele Europa.
- 1828 - Prins Frederik Carl Christian (den senere Frederik 7.) gifter sig med Vilhelmine Marie.
- 1837 - Kong Frederik 6. indskrænker trykkefriheden. Det sker, selv om stænderforsamlingerne og kancelliet er imod det. Skærpelsen lyder, at "den, der i artikel viser mangel af pligtskyldig opmærksomhed, skal underkastes bødestraf og censur".
- 1911 - Den første bombenedkastning fra et fly under krig finder sted i den italiensk-tyrkiske krig.
- 1914 - 77 telefonfolk på Lolland-Falster stifter den arbejdsløshedskasse, som i dag er kendt som Min A-kasse.
- 1940 - I det besatte Warszawa forbyder tyskerne jøderne at forlade ghettoen, som er blevet omkranset af en mur.
- 1952 - USA prøvesprænger sin første brintbombe ved Eniwetok-atollen i Stillehavet. Bomben er udviklet af Edward Teller og er 700 gange større end atombomberne over Hiroshima og Nagasaki i Japan i 1945.
- 1954 - Den Nationale Befrielsesfront (FLN) i Algeriet indleder sit oprør mod kolonimagten Frankrig.
- 1965 - Flyruten København - Karup bliver indviet.
- 1968 - USA’s præsident Lyndon B. Johnson standser de amerikanske bombetogter over Nordvietnam.
- 1968 - George Harrison's LP, ”Wonderwall” bliver udgivet. Det er det første soloalbum fra et af Beatles-medlemmerne.
- 1969 - Beatles' sidste album ”Abbey Road” indtager førstepladsen på hitlisterne denne dag. Her bliver albummet 11 uger i træk.
- 1970 - 142 unge omkommer, da der udbryder brand i et danseetablissement i den franske by Saint-Laurent-du-Pont.
- 1970 - B 1903 bliver danske mestre i fodbold foran AB.
- 1975 - Elton John's sang ”Island Girl” indtager førstepladsen på ”Billboard Hot 100” hitlisten.
- 1976 - Den danske myndighedsalder bliver nedsat fra 20 til 18 år.
- 1978 - Folketinget vedtager loven om hjemmestyre for Grønland. Grønland overgår til hjemmestyre fra den 1. maj 1979.
- 1980 - I en VM kvalifikationskamp i Rom taber Danmarks fodboldlandshold 2-0 til Italien.
- 1981 - Antigua og Barbuda opnår selvstændighed fra Storbritannien.
- 1986 - Eksplosionsbrand på et kemikalielager på medicinalfabrikken Sanders, ved Basel, udløser katastrofealarm og giftstoffer strømmer med udlukningsvandet ud i Rhinen og op i Tyskland.
- 1987 - Brøndby IF vinder sit andet Danmarksmesterskab i fodbold, mens Ikast får sølv og AGF bronze efter den sidste runde af turneringen. Brøndbys mesterskab har været sikkert i fire uger. Kastrup og Hvidovre IF rykker ud af 1. division, og Silkeborg IF og Randers Freja rykker op.
- 1993 - Maastricht-traktaten træder i kraft.
- 1996 - Tv-stationen Al Jazeera sender for første gang.
- 1998 - Finnen Mika Häkkinen bliver verdensmester i Formel 1, da han vinder sæsonens sidste Grand Prix på Suzukabanen i Japan.
- 2005 - TV 2s nye filmkanal TV 2 Film går i luften.
- 2022 - Folketingsvalg afholdes i Danmark og Grønland (afholdtes dagen før, 31. oktober, på Færøerne).

### Født
- 1778 - Gustav 4. Adolf af Sverige, svensk konge (død 1837).
- 1847 - Walter Holbrook Gaskell, engelsk fysiolog (død 1914).
- 1856 - Johan Rohde, dansk maler og grafiker (død 1935).
- 1880 - Alfred Wegener, tysk meteorolog (død 1930).
- 1890 - Henry Nielsen, dansk skuespiller (død 1967).
- 1911 - Sonja Ferlov Mancoba, dansk billedhugger (død 1984).
- 1919 - Erling Jensen, tidligere minister (død 2000).
- 1924 - Süleyman Demirel, tidligere tyrkisk premierminister og præsident (død 2015).
- 1925 - Ingolf L. Nielsen, dansk direktør og grundlægger (død 1995).
- 1931 - Palle Fogtdal, dansk forlagsboghandler (død 2019).
- 1935 - Svend Jakobsen, tidligere dansk minister og formand for Folketinget (død 2022).
- 1938 - Ivar Hansen, dansk politiker og folketingsformand (død 2003).
- 1941 - Uffe Ellemann-Jensen, dansk politiker og tidligere udenrigsminister (død 2022).
- 1948 - Ole Fick, dansk musiker og skuespiller.
- 1950 - Ole Giber, dansk astrolog.
- 1956 - Jens Peter Kristensen, dansk professor dr.jur.
- 1960 - Tim Cook, administrerende direktør for Apple Inc.
- 1962 - Hella Joof, dansk skuespiller og filminstruktør.
- 1963 - Anthony Kiedis, amerikansk sanger.
- 1965 - Kirsten Hammann, dansk forfatterinde.
- 1966 - Martin Lindblom, bz'er, aktivist og redaktør.
- 1974 - Hans Andersen, dansk politiker og folketingsmedlem.
- 1978 - Lise Rønne, dansk tv-vært.

### Dødsfald
- 1894 - Alexander 3. af Rusland, russisk zar (født 1845).
- 1903 - Theodor Mommsen, tysk antikhistoriker, forfatter og modtager af Nobelprisen i litteratur (født 1817).
- 1972 - Ezra Pound, amerikansk digter (født 1885).
- 2005 - Skitch Henderson, amerikansk pianist og komponist (født 1918).
- 2006 - William Styron, amerikansk forfatter (Sophies valg) (født 1925).
- 2007 - Paul Tibbets, amerikansk pilot på flyet Enola Gay, der kastede atombomben over Hiroshima (født 1915).
- 2008 - Eric Danielsen, dansk journalist og nyhedsoplæser (født 1920).
- 2009 - Achim Stocker, tysk fodboldformand (født 1935).
- 2012 - Mitch Lucker, amerikansk sanger (født 1984).
- 2015 - Günter Schabowski, tysk politiker (født 1929).

- Wikimedia Commons har flere filer relateret til 1. november

|  | Denne datoartikel kan blive bedre, hvis der indsættes et (bedre) billede Du kan hjælpe ved at afsøge Wikimedia Commons for et passende billede eller uploade et godt billede til Wikimedia Commons iht. de tilladte licenser og indsætte det i artiklen. |